# Alejandro Revuelta Candón
Alejandro Revuelta Candón   (Cadis, 1 d'octubre de 1975) és un exfutbolista andalús, que ocupava la posició de porter.

## Trajectòria
Va ser fitxat pel CD Logroñés a la campanya 94/95, per disputar la primera divisió.
Eixe any els riojans van ser cuers de la classificació, i l'andalús va acabar sent el quart porter de l'equip, tot romanent inèdit.
A la campanya 97/98 disputa la Segona Divisió a les files del Xerez CD.